# Hitt blinda liðið
Hitt blinda liðið (Nederlands: De metgezel van de blinden) is een lied geschreven door de Britse componist Gavin Bryars.
Het is een toonzetting van het gelijknamige gedicht van de Faeröerse dichter Christian Matras. Gavin kreeg belangstelling voor de Faeröerse literatuur en zangkunst toen de bariton/bas Rúni Brattaberg  meezong in de première van Bryars’ opera G (2002). Toen deze zanger opnieuw Engeland aandeed schreef Bryars voor hem een liederencyclus op teksten van Egil Skalgrimmson, de teksten zijn in het Faeröers. Bryars ondernam vervolgens een aantal reizen naar de eilandengroep. Voor zijn eigen platenlabel GB genaamd, nam Bryars een aantal werken op Faeröerse musici (waaronder Brattaberg, op, maar hield nog wat tijd over. Hij componeerde vervolgens het lied Hitt blinda liðið, beginnende met de tekst: "Ganga fram i myrkri øll tey blindu" (vrij vertaald: In de duisternis gaan de blinden door).
Bryars schreef het voor de combinatie gemengd koor, akoestische gitaar en contrabas. Het werk is zover bekend alleen op de Faeröer te horen geweest; het eerst in de plaatopname in Toftir en even later bij het huwelijk van zangeres Eivør Pálsdóttir.